# Річечка (притока Івотки)
Річечка — річка в Україні, у Шосткинському районі Сумській області. Права притока Івотки (басейн Дніпра).

## Опис
Довжина річки приблизно 2,6 км.

## Розташування
Бере початок у Антонівці. Спочатку тече на південний схід, а потім на південний захід через село і впадає в річку Івотку, ліву притоку Десни. На деяких ділянках пересихає.